# Gobrya simulans
Gobrya simulans är en tvåvingeart som beskrevs av Meijere 1911. Gobrya simulans ingår i släktet Gobrya och familjen Gobryidae. Inga underarter finns listade i Catalogue of Life.